# Sophia (Bar)
Sophia von Bar (französisch Sophie de Bar; * um 1018; † 21. Juni 1093) war zwischen 1033 und 1092 Gräfin von Bar.
Sie war eine Tochter von Friedrich II., Graf von Bar und Herzog von Oberlothringen, und Mathilde von Schwaben. Nach dem Tod ihres Vaters gewann sie 1033 die Erbauseinandersetzungen und wurde mit der Lützelburg und der Stadt Bar-le-Duc belehnt. 1038 heiratete sie Ludwig von Mousson, Graf von Mömpelgard, Altkirch sowie Pfirt, und brachte sieben Nachkommen auf die Welt. Mathilde von Tuszien war eine ihrer Cousinen.
Gräfin Sophia von Bar, Mousson und Amance ließ nach 1076 eine Marienkapelle bei der Burg von Amance beenden, die bereits von ihrem Großvater Dietrich I. begonnen wurde. In Laître-sous-Amance gründete sie 1088 ein Priorat, das der Abtei Saint-Mihiel unterstand und bis ins Jahr 1592 währte. Dabei kam es zum Zusammenwirken mit dem Bischof vom Toul. Mit der Äbtissin von Saint-Mihiel dagegen war Sophia bereits 1076 in Streit geraten, weil sie erreichen wollte, dass die bis dato von Dommartin-sous-Amance abhängige Kirche von Laître-sous-Amance nunmehr der Abtei Saint-Mihiel unterstellt werden sollte. Der 1076 gewählte Abt Siegfried hatte zunächst nach alter Sitte die Investitur (→ Investiturstreit) durch Sophia empfangen, gab später aus Reue über die Unstimmigkeiten mit den Kanonikern bei seiner Amtseinsetzung den Abtstab an Papst Gregor VII., wurde aber von diesem nach Erteilung der Absolution wieder eingesetzt, wie 1147 in einer Urkunde festgehalten wurde. Um das von ihr bevogtete Kloster Saint-Mihiel zu sichern, errichtete Sophia 1090 auf Klosterbesitz ein Kastell.

## Nachkommen
- Dietrich von Mousson (* 1045; † 1105), Graf von Mömpelgard, Bar und Mousson.
- Bruno
- Ludwig, erwähnt 1080
- Friedrich († 1092), Marquis de Suze
- Sophia, ⚭ Volmar, Graf von Frohburg
- Beatrix († 1092), ⚭ Berthold I. von Zähringen, Herzog von Kärnten
- Mathilde, ⚭ Hugo VIII. von Egisheim, Graf von Dagsburg († 1089)